# نبرد یغوارد
نبرد یغوارد که به نام نبرد مراد تپه یا نبرد باغ آورد نیز شناخته می‌شود نبردی بود در آخی کندی در نزدیکی شهر یغوارد ارمنستان بین سپاهیان ایران و عثمانی که به پیروزی قاطع ایرانیان انجامید که پایان رسمی جنگ ایران-عثمانی ۱۷۳۰/۱۷۳۵ را رقم زد.

## علت نبرد
نادرشاه پس از آن که غرب کشور را سامان داد و مناطق اشغالی را آزاد کرد به شمال رود ارس حمله برد.
نادر در ۱۷۳۵ میلادی ارتشی بزرگ فراهم کرد و قصد خارج کردن ارتش عثمانی را از شمال بین‌النهرین و قفقاز و داغستان کرد. او در این زمان در اوج قدرت بود و عثمانی را به وحشت انداخته بود. هنگامی که به سلطان عثمانی خبر رسید که نادر همزمان چهار قلعه بزرگ تفلیس، ایروان، گنجه و قارص را تصرف کرده، وی فهمید که تعلل جایز نیست بنابراین عظیم‌ترین سپاه شرقی خود را که مرکب از ۵۰ هزار سوار و ۳۰ هزار پیاده بود به فرماندهی عبدالله پاشا به جنگ نادر فرستاد.

## تعداد قوا
سربازان عثمانی در این نبرد از نظر تعداد بیشتر از ایرانیان بودند و تعداد آنان را ۸۰۰۰۰ نفر نوشته‌اند.

## جزئیات جنگ
کوپرولو پاشا با شنیدن اخبار مبنی بر نزدیک شدن نادر و کم‌تعداد بودن نیروهای او سرعتش را بیشتر کرد. نادر به جای پیوستن به بدنه اصلی نیروهایش گارد پیشرو را در معرض دید عثمانیان قرار داد. نبرد در ساعت ۲ بعد از ظهر شروع شد. نادر ابتدا دسته ای از نیروهایش را در جنگل نزدیک صحنه نبرد مستقر کرد، ۳ هزار سرباز را در دره ای که پایین‌تر از صحنه اصلی درگیری بود جای داد و سپس برای جلب توجه عثمانیان یک حمله مختصر رو در رو را آغاز کرد .

قوای عثمانی که در حال استقرار توپ خانه‌اش در یک تپه کوچک بود با مانور تهاجمی نادر که حمله حدود ۲ تا ۳ هزار شمخال چی نخبه (جزایرچی‌ها) برای تصرف تپه بود کاملاً غافلگیر شد. تصرف تپه به دست ایرانیان و از دست رفتن توپخانه با ارزش مستقر در آن طی مرحله نخست نبرد روحیه سربازان عثمانی را شدیداً تخریب کرد.

نادر در این حین واحد دیگری را برای خنثی کردن بخش دیگری از تمرکز توپخانه عثمانی در جناح چپ که با دستور فرماندهی مرکزی عثمانی در حال پیشروی بود اعزام کرد. توپخانه نادر که با داشتن بیش از ۵۰۰ قبضه زنبورک (توپخانه سبک مستقر بر پشت شترها که مانورپذیری و تحرک مناسبی داشت) تقویت شده بود اکنون وارد عمل شد. زنبورک‌ها در برابر آتش توپخانه سنگین آسیب‌پذیر بودند، اما اکنون که توپخانه عثمانی ساکت شده بود نقش مهمی ایفا کردند. آتش نوبتی بیش از ۵۰۰ قبضه زنبورک و تعداد دیگری توپ سنگین ایرانی با وارد کردن تلفات سنگین مرکز سپاه عثمانی را به طور کامل دچار بی نظمی کرد و نیروهای ایرانی با استفاده از این موقعیت خود را به آن رساندند. توپخانه عثمانی دیگر نتوانست نقشی در نبرد بازی کند .

در این زمان نیروهای نادر که در جنگل مستقر بودند با فرمان او و با شروع یک حمله جناحی بی نظمی سپاه عثمانی را به یک شکست فاجعه بار تبدیل کردند. نادر به همراه هزار سوار برگزیده اش راه را بر عقب‌نشینی دشمن بست. کوپرولو پاشا به دست یک سرباز ایرانی به نام رستم قراچورلو از اسب سرنگون گردید و سرش به عنوان هدیه برای نادر برده شد. افسران عالی‌رتبه عثمانی و هزاران سرباز دیگر نیز تا آستانه رودخانه آرپاچای (آخوریان) تعقیب و کشتار شدند. قتل‌عام قوای عثمانی چنان گسترده بود که خود نادر بعدها با اغراق در موردش چنین نوشت: (ما همه ینی چری‌ها را قصابی کردیم … حتی یک نفرشان نتوانست بگریزد، تقریباً همه سواران عثمانی به لطف خدا کشته شدند).
کوپرولو عبدالله پاشا سرلشکر عثمانیان و سارو مصطفی پاشا داماد سلطان عثمانی در این نبرد کشته شدند.

## نتیجه جنگ
پس از این شکست، و پخش خبر آن در استانبول علی پاشای حکیم اوغلوصدراعظم از صدارت عظمی برکنار شد.

همچنین اسرای عثمانی خبر این شکست را به گنجه بردند و علی پاشا حاکم گنجه پس از هشت ماه و نیم مقاومت گنجه را تسلیم کرد.
حاکم تفلیس نیز از علی پاشا پیروی کرد و تسلیم شد.

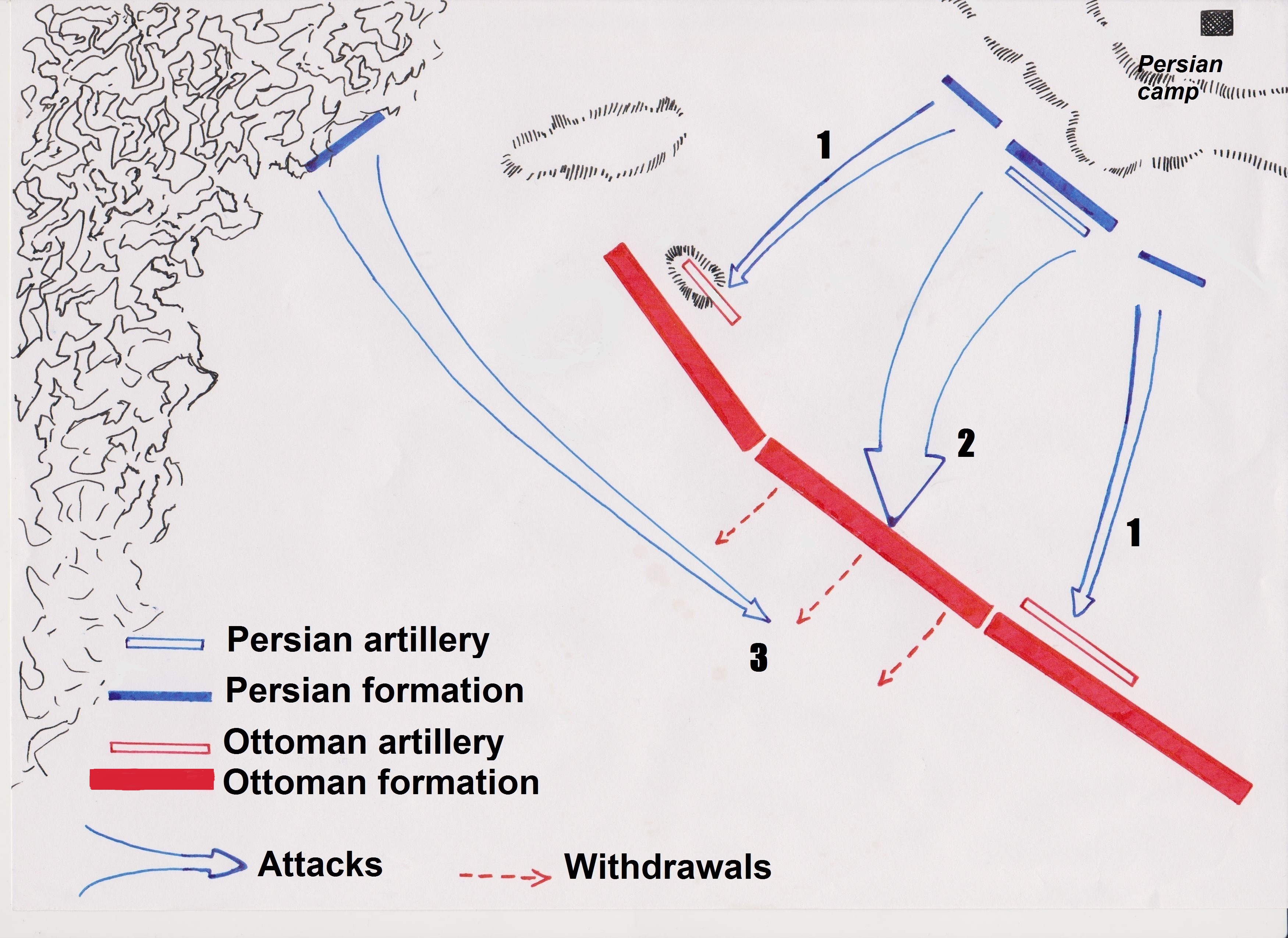
تفسیری تصویری از نبرد
1.که درگیری‌ها در میدان نبرد را به صورت آرایش قوای ایران و عثمانی نشان‌ می‌دهد